# Bang-Khun-Thian-Museum

Lage des Distrikts Bang Khun Thian

Das Bang-Khun-Thian-Museum (auch Bang Khun Thien) ist eine Einrichtung in der thailändischen Hauptstadt Bangkok und bildet das regionale Museum für den Bezirk Bang Khun Thian auf der Westseite des Mae Nam Chao Phraya.
Das Bang-Khun-Thian-Museum bietet einen guten Überblick über die Geschichte und die Kultur der Bevölkerung während der vergangenen Jahrhunderte. Es steht unter der Aufsicht der Bangkok Metropolitan Authority.
Die Gegend von Bang Khun Thian hat eine lange Tradition in der Landwirtschaft und dem Handel, insbesondere von Reis. Die Mon, die ursprünglich im 16. Jahrhundert aus dem Irawaddy-Tal von Birma nach Siam kamen, und seit etwa 1810 verstärkt eingewanderte Chinesen widmeten sich dem Ackerbau, dem Anbau von Obst und der Aufzucht von Geflügel sowie der Errichtung zahlreicher Garnelen-Farmen. Das Museum bewahrt dieses wirtschaftliche und ökologische Erbe.